# Ernst-Walter Beer
Ernst-Walter Beer (auch kurz: Ernst Beer; * 14. Dezember 1910 in Thein; † 28. Oktober 1980 in Stahnsdorf) war ein deutscher Politiker (DBD). Er war Landesvorsitzender der DBD und Minister im Land Mecklenburg.

## Leben
Beer kam in einer sudetendeutschen Familie zur Welt. Seine Mutter starb früh. Er verstand sich nicht mit seiner Stiefmutter und wuchs deshalb bei Verwandten auf. Nach Abschluss der Mittelschule studierte er einige Semester an der Acker-, Obst- und Weinbauschule. 1927 trat er der sozialdemokratischen DSAP, 1928 der Kommunistischen Partei der Tschechoslowakei bei. Er leistete nach der Eingliederung des Sudetenlandes 1938 Wehrdienst, später Kriegsdienst und wurde im Zweiten Weltkrieg verwundet.
Nach dem Krieg übersiedelte er nach Hedersleben, wo er eine Neubauernstelle übernahm. Im Jahr 1948 wurde er Mitglied der neugegründeten Demokratischen Bauernpartei Deutschlands (DBD). Von Juni 1948 bis Juni 1949 wirkte er als stellvertretender Vorsitzender des DBD-Landesverbandes Sachsen-Anhalt, von Juni 1949 bis 1951 als Erster Vorsitzender des DBD-Landesverbandes Mecklenburg. Von 1948 bis 1957 war Mitglied des DBD-Parteivorstandes, von 1949 bis 1955 auch Mitglied des Sekretariats des DBD-Parteivorstandes. Unter Beer entwickelte sich die DBD zur zweitstärksten Partei in Mecklenburg. 
Beer war Mitglied des Landtags von Mecklenburg sowie dessen Haupt-, Rechts- und Landwirtschaftsausschusses. Von 1949 bis 1954 war er auch Mitglied des 2. Deutschen Volksrates, sowie der Provisorischen Volkskammer bzw. Volkskammer. Er war Mitglied des Wirtschaftsausschusses der Volkskammer. Von November 1950 bis Juli 1952 war er in den mecklenburgischen Landesregierungen Höcker, Bürger und Quandt Minister ohne Geschäftsbereich und betraut mit dem Bodenreformbauprogramm. Ab 1951 war er Mitglied des Landesvorstandes der Gesellschaft für Deutsch-Sowjetische Freundschaft. Nach Auflösung der Länder und Bildung der Bezirke in der DDR im Juli 1952 wurde er stellvertretender Vorsitzender des Rates des Bezirkes Neubrandenburg und von Juli 1952 bis 1955 Vorsitzender des Bezirksvorstandes Neubrandenburg der DBD. Ab 1954 war er auch Mitglied des Bezirkstages Neubrandenburg.
1956 kam Beer einem Parteiausschluss durch Austritt zuvor. Beer hatte bis zum Beweis des Gegenteils geleugnet, Mitglied der Sudetendeutschen Partei unter Konrad Henlein und zeitweise Wächter in einem NS-Lager gewesen zu sein. Er hatte mehrere Offenbarungsangebote der DBD ausgeschlagen und an seiner angeblich ungetrübten kommunistischen Vergangenheit festgehalten.
Er wurde Inhaber einer Geflügelaufzuchtstation im Bezirk Neubrandenburg, später lebte er im Bezirk Potsdam.